# Armstrong Whitworth AW.660 Argosy
El Armstrong Whitworth Argosy es un avión de transporte/carga británico, posterior a la Segunda Guerra Mundial. Fue el último avión diseñado y producido por la compañía de aviación Armstrong Whitworth Aircraft. Aunque recibió diferentes números de diseño interno, los modelos civiles AW.650 y militares AW.660 eran, para la mayoría de los propósitos prácticos, el mismo diseño, y ambos modelos también compartían el nombre de Argosy.
El desarrollo del Argosy se originó a partir del AW.66, una propuesta de transporte militar bimotor que fue diseñado teniendo en cuenta el Requisito Operacional 323 (OR323) del Ministerio del Aire Británico. Si bien Armstrong Whitworth finalizó el trabajo en el AW.66, decidió seguir adelante con un derivado del diseño orientado a usos civiles, designado AW.65, ya que se consideró comercialmente viable. El AW.65 fue rediseñado para utilizar cuatro motores turbohélice Rolls-Royce Dart, y por lo tanto, fue rediseñado como AW.650. El 8 de enero de 1959, el primer Argosy realizó su vuelo inaugural. En diciembre de 1960, el tipo recibió la certificación de tipo por parte de la Administración Federal de Aviación (FAA), lo que permitía que la versión civil inicial, conocida como Serie 100, pudiera dedicarse al servicio civil en la mayoría de los países del mundo.
En Gran Bretaña, los planificadores militares se interesaron en el Argosy y lanzaron una nueva especificación para una variante militarizada, designada AW.660. Lanzado por primera vez el 4 de marzo de 1961, este modelo presentaba el doble del alcance que la Serie 100 y, por lo demás, se diferenciaba por una disposición alternativa de puertas, en gran medida ideada para facilitar las operaciones de paracaidistas. Además, se introdujo una variante civil mejorada, la Serie 200, a instancias de la aerolínea British European Airways (BEA). Lanzado por primera vez el 11 de marzo de 1964, este modelo presentaba un nuevo diseño de ala que incorporaba una estructura según el criterio a prueba de fallos, siendo más resistente y liviana que el diseño original. El Argosy fue operado tanto por la Royal Air Force (RAF) como por varios operadores civiles de todo el mundo durante más de tres décadas. Se retiró del servicio de la RAF en 1978, mientras que el último Argosy se retiró de las operaciones civiles en 1991.

## Desarrollo
El desarrollo del Argosy se remonta al desarrollo del Requisito Operacional 323 (OR323) por el Ministerio del Aire Británico. Durante 1955, se emitió una especificación basada en la OR323, dirigida al diseño de un avión de carga de mediano alcance que fuera capaz de levantar una carga útil máxima de 25.000 lb (11.340 kg), con un alcance de 2000 millas (3218,7 km) cuando se transportasen hasta 4500 kg. El fabricante británico de aviación Armstrong Whitworth Aircraft se interesó en este propuesta y decidió asignar miembros de su equipo de diseño a la tarea de desarrollar un avión adecuado para satisfacer sus demandas. Inicialmente, los esfuerzos de diseño se centraron en un diseño bimotor destinado al uso militar, que fue designado internamente como el AW.66.
Como se reconoció que el avión tenía potencial de ventas en el mercado civil, también se diseñó una variante orientada a su uso civil, designada AW.65, que difería principalmente del AW.66 en que disponía de puertas de sección completa en cada extremo del fuselaje para permitir operaciones rápidas de carga y descarga. Sin embargo, la falta de financiación disponible contribuyó a la decisión de la compañía de abandonar esta idea para centrarse con las especificaciones militares. A pesar de este revés, Armstrong Whitworth ya había decidido continuar con el desarrollo de la variante civil como una empresa privada. La compañía creía que el tipo tendría un atractivo significativo para el creciente sector de transporte aéreo de corta distancia de los mercados europeo y estadounidense. En esta época, todavía no se había diseñado un avión similar para tal propósito. A medida que el trabajo continuó, el AW.65 se rediseñó ampliamente, incluida la adopción de cuatromotores turbohélice Rolls-Royce Dart. La aeronave resultante se designó como AW.650.
El 8 de enero de 1959, el primer Argosy realizó su primer vuelo. Apareció durante el Salón Aeronáutico de Farnborough de ese año, momento en el que volaron cinco unidades, acumulando aproximadamente 400 horas de vuelo en total. Según los informes, las pruebas relacionadas con la certificación del tipo se completaron durante septiembre de 1960. En diciembre de 1960, el Argosy recibió la certificación de tipo de la Administración Federal de Aviación de Estados Unidos (FAA), autorizando la entrada de la aeronave en el servicio comercial. Se construyeron 10 unidades de la versión civil inicial, la Serie 100. La construcción de estos aviones había comenzado meses antes de recibir la certificación para que las entregas pudieran comenzar lo antes posible.

### Desarrollo posterior

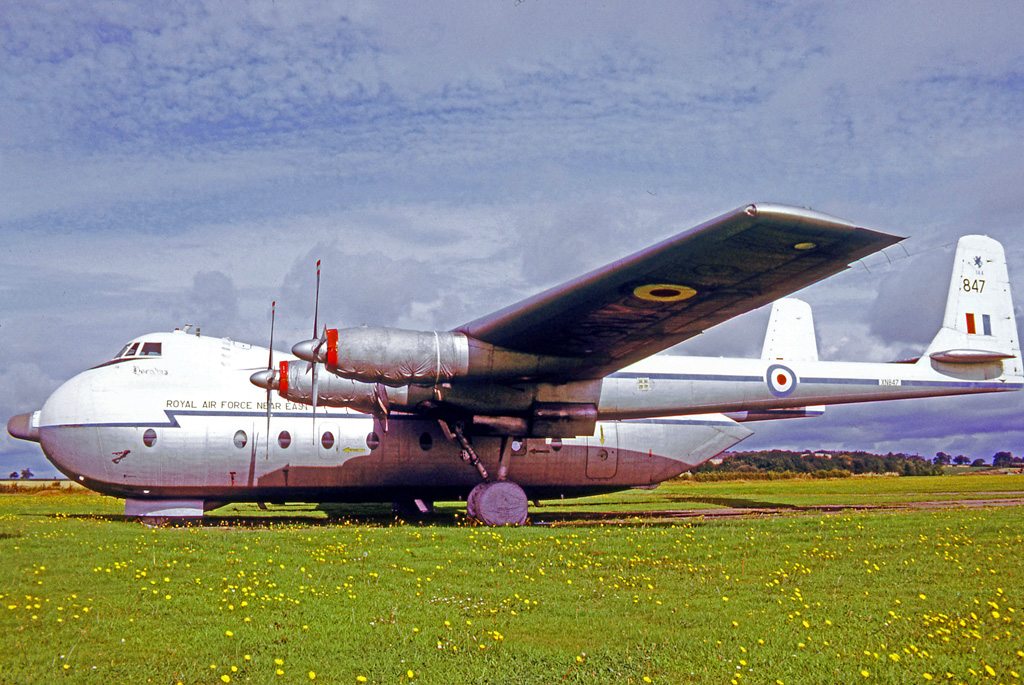
Argosy C.1 del Escuadrón n.º 70 en 1971

Si bien la RAF había perdido interés en adquirir el diseño original del AW.66, todavía necesitaba reemplazar los obsoletos aviones con motor de pistón de su flota de transporte, incluidos los Vickers Valetta y Handley Page Hastings. Durante 1959, el Ministerio del Aire Británico lanzó una nueva especificación para un derivado militar del AW.650. El avión previsto tenía la intención de servir en múltiples funciones, incluso como avión de transporte, paracaidismo y suministro mediano alcance. El diseño resultante, que se designó AW.660, era significativamente diferente del AW.650. Los cambios incluyeron el sellado de la puerta de la nariz, siendo su ubicación ocupada por el radomo de una unidad de radar meteorológico, mientras que las puertas traseras fueron sustituidas por una puerta abatible alternativa, que incorporaba una rampa de carga integral, mientras que también se instaló un piso de carga reforzado. Se instalaron un par de puertas adicionales (una en cada costado), lo que permitía salir a los paracaidistas. El Argosy militar era impulsado por un conjunto de cuatro turbopropulsores Rolls-Royce Dart 101, y poseía el doble de alcance que los aparatos de la Serie 100 civiles. Desde julio de 1960, el segundo Argosy Serie 100 se usó para realizar una prueba de vuelo del nuevo diseño con la puerta abatible. El 4 de marzo de 1961, el primero de los 56 Argosy destinados al servicio de la RAF realizó su primer vuelo.
Inicialmente, el operador civil British European Airways (BEA) había mostrado un manifiesto interés en el Argosy. La compañía vio el avión como un reemplazo potencial para sus cargueros con motor de pistón; pero las evaluaciones de la Serie 100 pronto hicieron evidente que su capacidad de carga útil no permitiría que el avión operara de manera rentable. Al principio, con el fin de reducir los costos de diseño, el ala del Argosy se había basado en la del Avro Shackleton, un avión de patrulla marítima que fue desarrollado y construido por otra entidad dentro del Grupo Hawker Siddeley. Para satisfacer los requisitos de la BEA, se diseñó una nueva ala que compartía el mismo diseño aerodinámico, pero que se benefició de una estructura más moderna "a prueba de fallos" en lugar del criterio de diseño de vida segura utilizado anteriormente. Este cambio se tradujo en un ala más fuerte y más ligera, pero que ya no estaba limitada en términos de su vida útil por problemas de fatiga de materiales. La versión revisada, designada como la Serie 200, también presentó varias otras mejoras, incluida la adopción de puertas de carga ampliadas, tanques de combustible integrales en las alas y una disposición modificada del tren de aterrizaje. Según los informes, la Serie 200 era más manejable que la Serie 100 anterior, aunque se requirieron algunos refinamientos aerodinámicos durante las pruebas.
El 11 de marzo de 1964, el primer avión de la Serie 200 realizó su primer vuelo, y pronto le siguieron seis unidades más, que estaban equipadas con motores más potentes. Si bien había comenzado el trabajo en otro Serie 220, esta célula nunca se completó, y finalmente se desechó. Según el periódico de aviación Flight International, el Argosy se había visto afectado negativamente por la aparición de los aviones de pasajeros de largo recorrido, ya que muchos aviones sobrantes con hélices se habían convertido en cargueros durante esta época, lo que redujo tanto la demanda como los precios de los nuevos aviones de carga recién construidos.

## Diseño

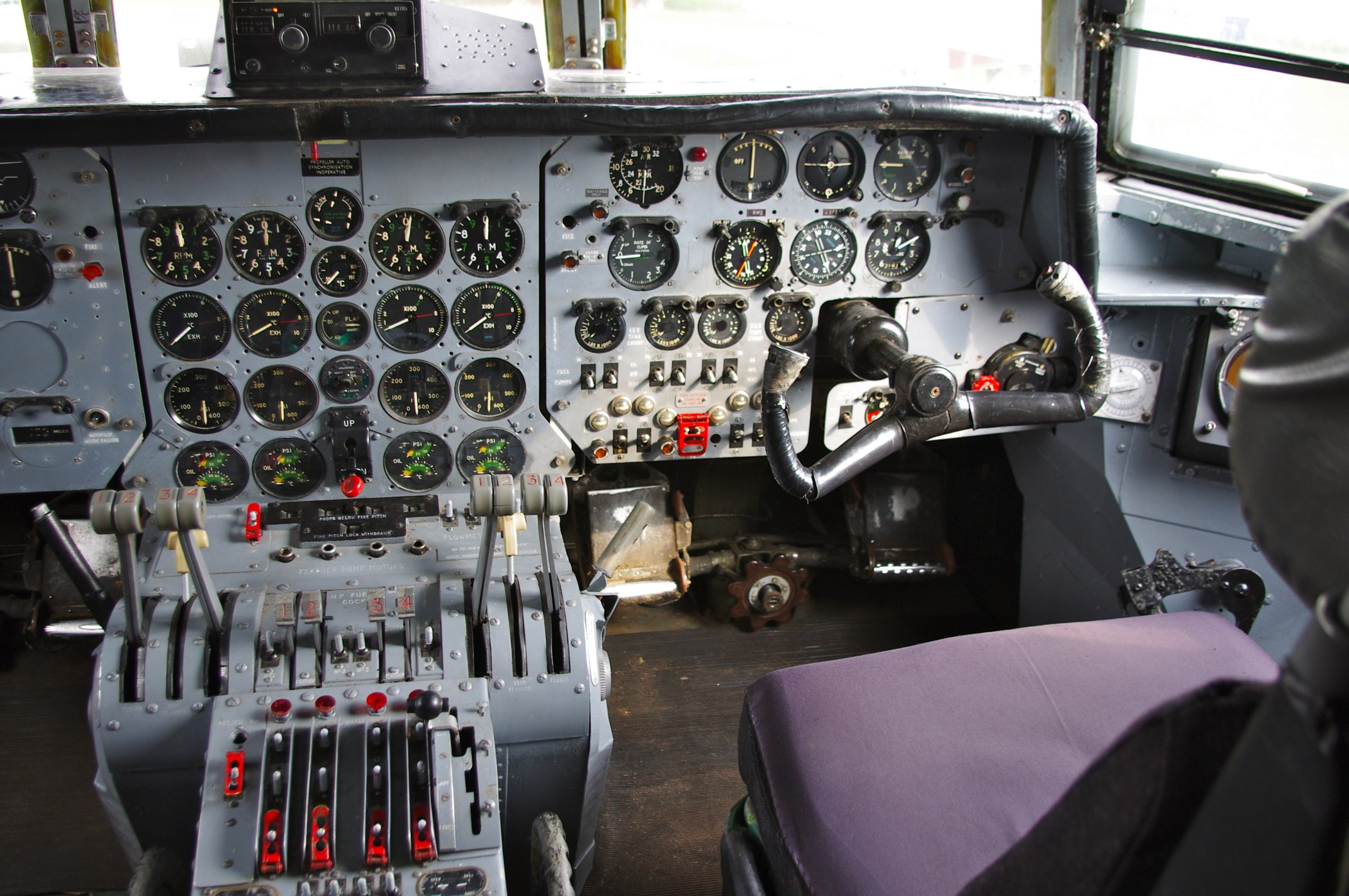
Cabina de vuelo del Argosy

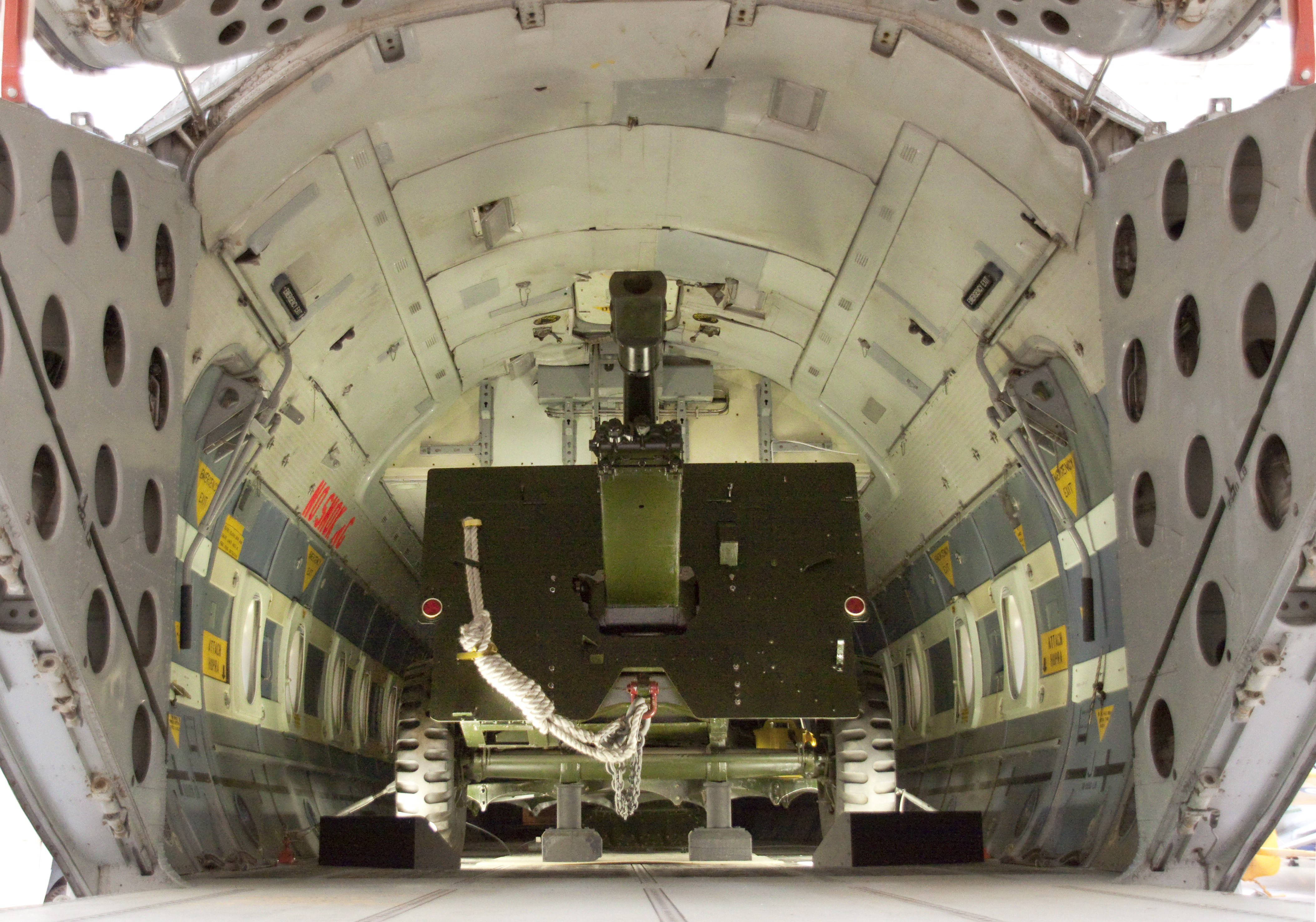
Cubierta de carga del Argosy

El Armstrong Whitworth Argosy era un avión de transporte de uso general utilizado en gran medida para operaciones de carga por operadores militares y civiles. En el momento de su introducción, el tipo se consideraba único en su clase. Principalmente diseñado como un carguero, el avión podría encargarse de otros tipos de misiones. Se ofreció en una configuración convertible para transportar carga y pasajeros. La variante civil podría acomodar a un máximo de 80 pasajeros, al tiempo que proporciona condiciones de comodidad y velocidad comparables a los aviones de pasajeros Vickers Viscount contemporáneos. Como carguero, el Argosy fue diseñado para facilitar tiempos de carga y descarga reducidos de tan solo 20 minutos, sin necesidad de utilizar camiones elevadores o grúas, disponiendo de palés y rodillos para eliminar la necesidad de embalajes.
En términos de su configuración básica, el plano de cola del Argosy iba montado entre dos brazos, dispuestos hacia atrás desde las góndolas internas del motor, con el fin de dejar las puertas de carga en la parte trasera del fuselaje despejadas para la carga directa. Mientras que las puertas de apertura lateral se instalaron en ambos extremos del fuselaje, la cubierta de vuelo se colocó en una posición elevada sobre la nariz del avión. Esta configuración permitió un espacio de carga sin obstáculos de 3x14,3 metros, con un gálibo vertical equivalente al de un camión plataforma normal. Su peso máximo era de 88.000 lb (39.915 kg), con una carga útil de 28.000 lb (12.700 kg). Cuando navegaba a 276 mph (444 km/h), tenía un alcance de 1780 millas (2865 km), con capacidad para un máximo de 89 pasajeros.
El Argosy funcionaba con una disposición de cuatro motores turbohélice Rolls-Royce Dart, cada uno de los cuales impulsaba un conjunto de hélices cuatro palas construidas por la empresa Rotol. La generación de potencia de estos motores variaba dependiendo de la versión de la aeronave. El sonido producido por los motores Dart, combinado con su configuración básica relativamente inusual "pod and boom" (góndolas y cola), que era similar al de los anteriores aviones de transporte C-82 Packet y C-119 Flying Boxcar, puede ser el origen de su apodo: "The Whistling Wheelbarrow" (La Carretilla Silbante).

## Historia operacional

### Uso civil
El Argosy Serie 100 entró en servicio por primera vez con la aerolínea de carga estadounidense Riddle Airlines. Al principio, Riddle había expresado su interés en el avión, con el propósito de usarlo para cumplir con los contratos de apoyo logístico a la Fuerza Aérea de los Estados Unidos (USAF) en el territorio de los Estados Unidos. A finales de 1960, Riddle compró un lote de siete Argosy con esta finalidad. Sin embargo, cuando perdió el contrato de logística durante 1962, Armstrong Whitworth recuperó sus Argosy y posteriormente se los vendió a otras aerolíneas, algunas de las cuales se habían hecho cargo de los contratos que Riddle había servido anteriormente.
Como medida provisional, BEA había solicitado a Armstrong Whitworth las tres unidades restantes de la Serie 100, con la intención de usarlas hasta que la aerolínea pudiera recibir sus Serie 220 definitivos. Durante 1964, BEA había realizado un pedido de cinco de estos aviones. El Argosy había contribuido a que BEA poseyera una capacidad de carga aérea superior a cualquier otra aerolínea que operara en la región, siendo vista la capacidad de carga por los dos extremos del avión como una parte crucial de su economía. Sin embargo, la aerolínea perdió dos Series 220 en distintos accidentes, decidiendo comprar otro Argosy para reemplazar el primer avión perdido. Se descubrió que la pequeña flota de Argosy de BEA no era rentable, incluso cuando BEA introdujo las unidades de la Serie 220 más capaces; lo que se ha atribuido a los procedimientos de BEA relacionados tanto con la seguridad como con las operaciones generales. Durante abril de 1970, BEA optó por retirar su flota de Argosy, reemplazándolos por sus Vickers Vanguard adaptados como cargueros.
Dos aviones fueron operados por SAFE Air en Nueva Zelanda, donde formaron el enlace principal entre las Islas Chatham y el continente. Estos aviones fueron equipados con una "cápsula de pasajeros" presurizada. Durante abril de 1990, uno de estos aviones sufrió daños irreparables como resultado de un accidente de aterrizaje, y SAFE Air alquiló en 1990 un tercer Argosy a la empresa australiana Mayne Nickless durante cinco meses como sustituto a corto plazo. En septiembre de 1990 se realizó el vuelo final de un Argosy en Nueva Zelanda a cargo del operador SAFE Air. El avión fue retirado, y posteriormente una organización de voluntarios inició las operaciones necesarias para preservarlo cerca del aeropuerto de Woodbourne, en Blenheim, Nueva Zelanda.   
Durante 1991, se retiraron los últimos Argosy en servicio, operados por la aerolínea de carga estadounidense Duncan Aviation, lo que marcó el final de la historia de vuelo de este avión.

### Uso militar

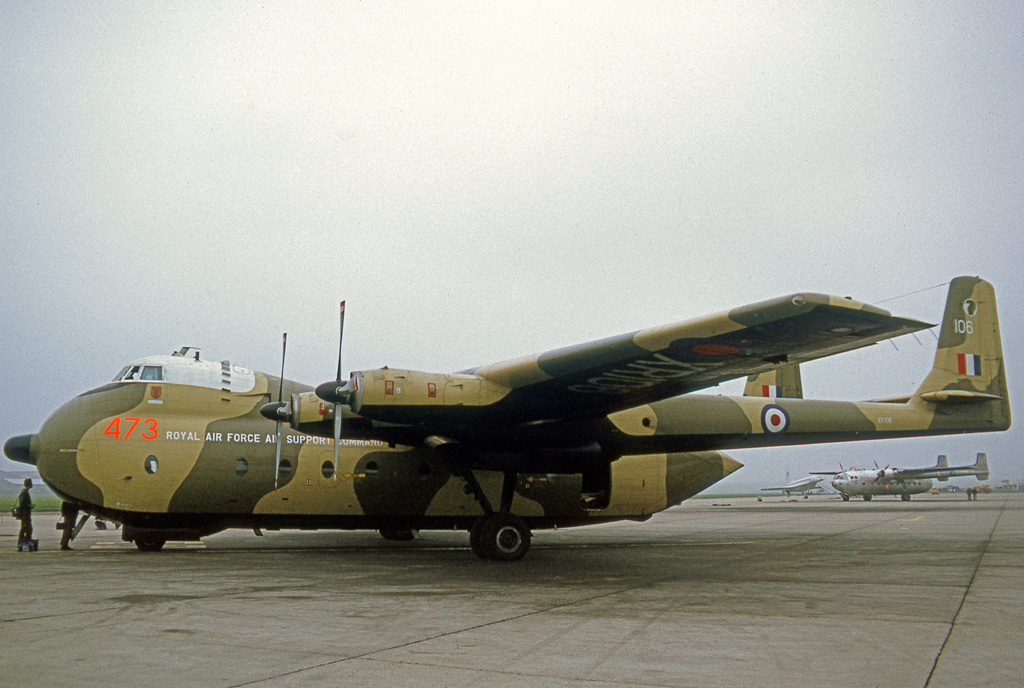
Argosy del Escuadrón 114, pintado con el camuflaje del Comando de Apoyo Aéreo de la RAF en 1971

Durante la década de 1960, el Argosy fue adquirido por la Royal Air Force (RAF). La primera unidad entró en servicio en marzo de 1962. Normalmente se utilizó para acomodar hasta 69 soldados, 48 camillas como avión hospital, o 13 toneladas de carga. Operacionalmente, podía transportar varios tipos de equipos militares, incluidos vehículos de combate como los blindados Saracen o Ferret; o piezas de artillería como el obús de 105 mm o el cañón sin retroceso Wombat. Sin embargo, los posteriores cambios en el diseño tanto del Saracen como del Argosy (que afectaban a la parte superior del compartimento de carga), impidieron que el avión pudiese seguir transportando el vehículo blindado.   
Durante 1962 se registró el primer despliegue del Argosy, realizado en el Escuadrón 105, que estaba estacionado en el Medio Oriente, junto con los Escuadrones 114 y 267, con sede en el Reino Unido en la base de la RAF Benson. Al año siguiente, el Escuadrón 215 recibió sus Argosy, que estaban estacionadas en la base RAF Changi, en Singapur. Sin embargo, este escuadrón se disolvió en la víspera de año nuevo de 1967, y su avión se reasignó al Escuadrón 70, con sede en la base aérea RAF Akrotiri, en Chipre. El Escuadrón 70 sería el destino final del avión como transporte. Su último Argosy se retiró en febrero de 1975. Durante diciembre de 1970, la RAF había comenzado a recibir aviones de transporte Lockheed Hercules construidos en Estados Unidos, que reemplazaron progresivamente a la flota de transporte de los Argosy. Entre 1968 y 1978, la variante E.1 del Argosy, que se utilizó en trabajos de calibración, fue volada por el Escuadrón 115, basado en RAF Cottesmore durante gran parte de este período de tiempo.

## Variantes

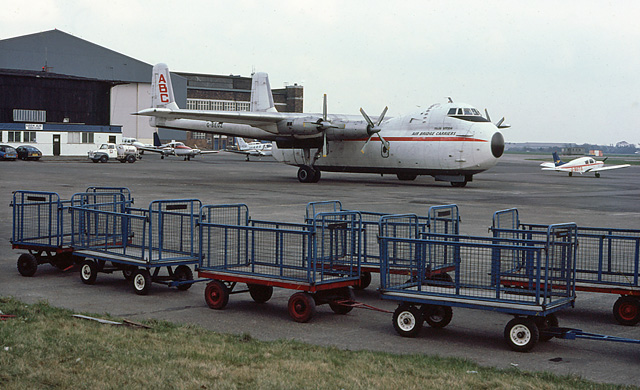
Argosy G-BEOZ, operando para Air Bridge Carriers en elAeropuerto de Liverpool Speke (1981)

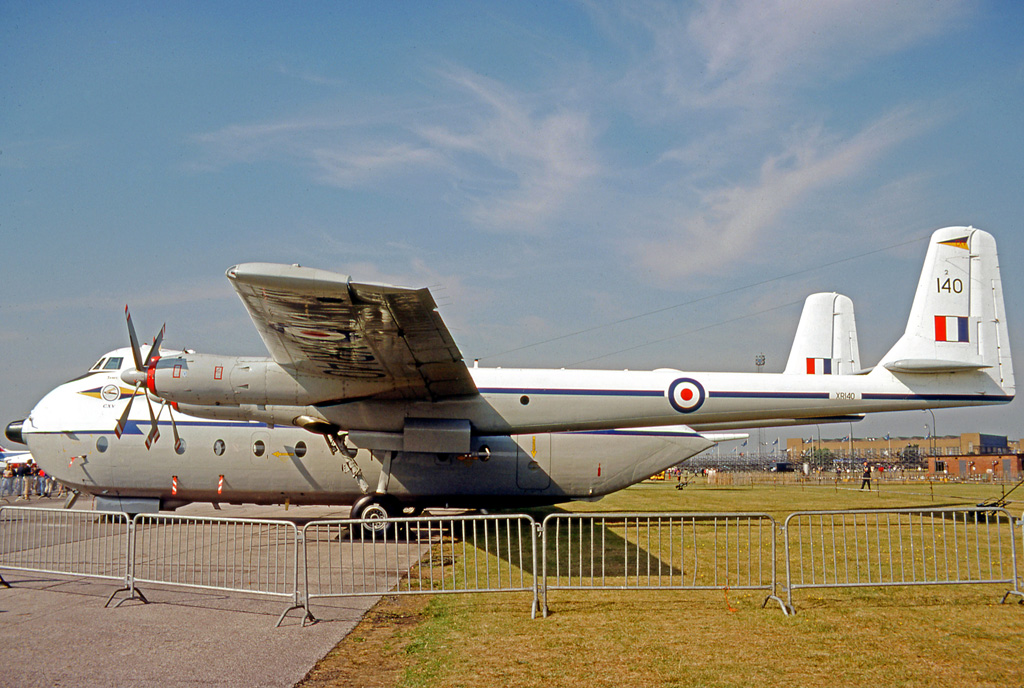
Argosy E.1 del Escuadrón n.º 115 de la RAF en 1977

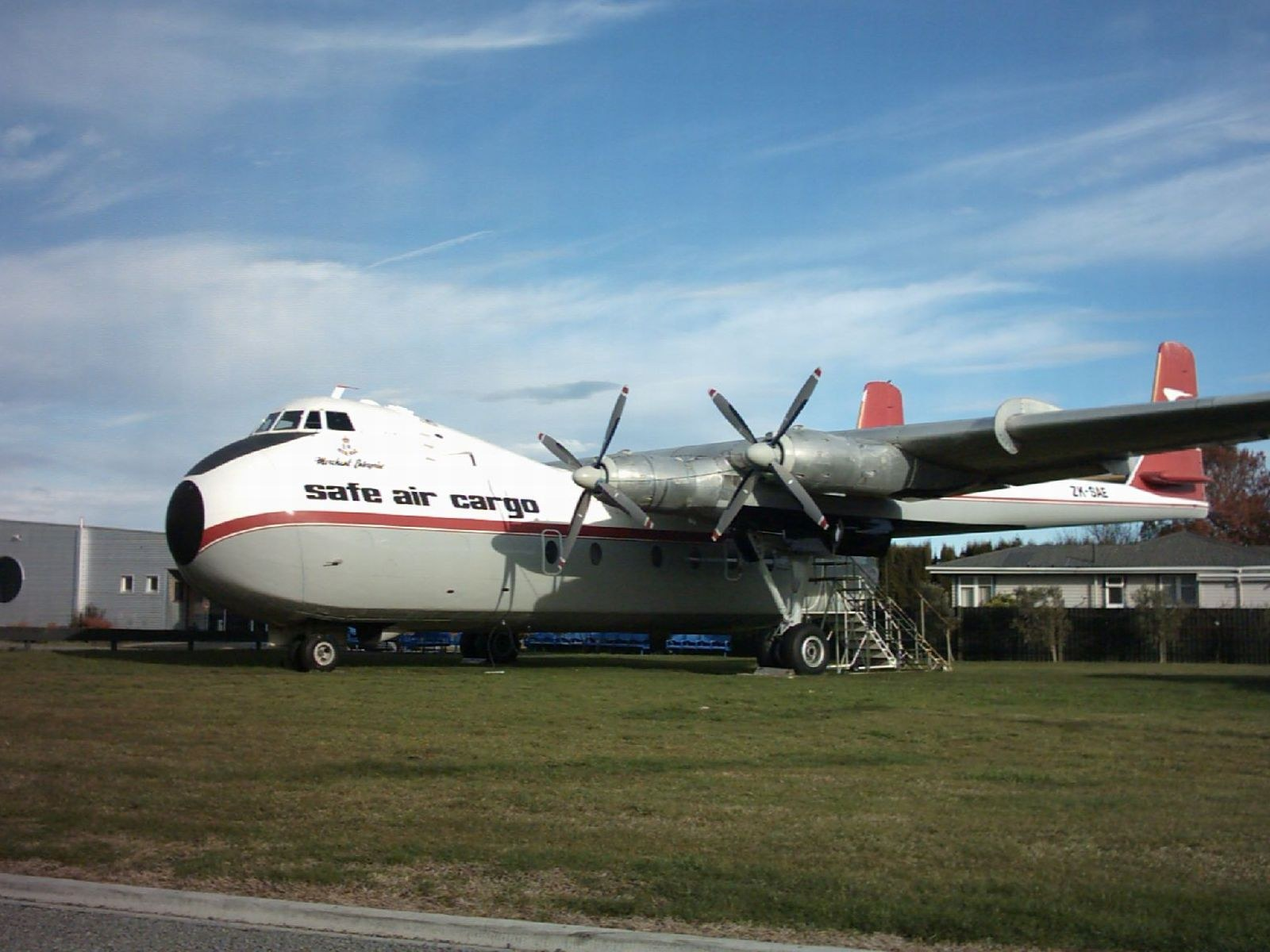
Argosy ZK-SAE, Merchant Enterprise, expuesto en Blenheim, Nueva Zelanda

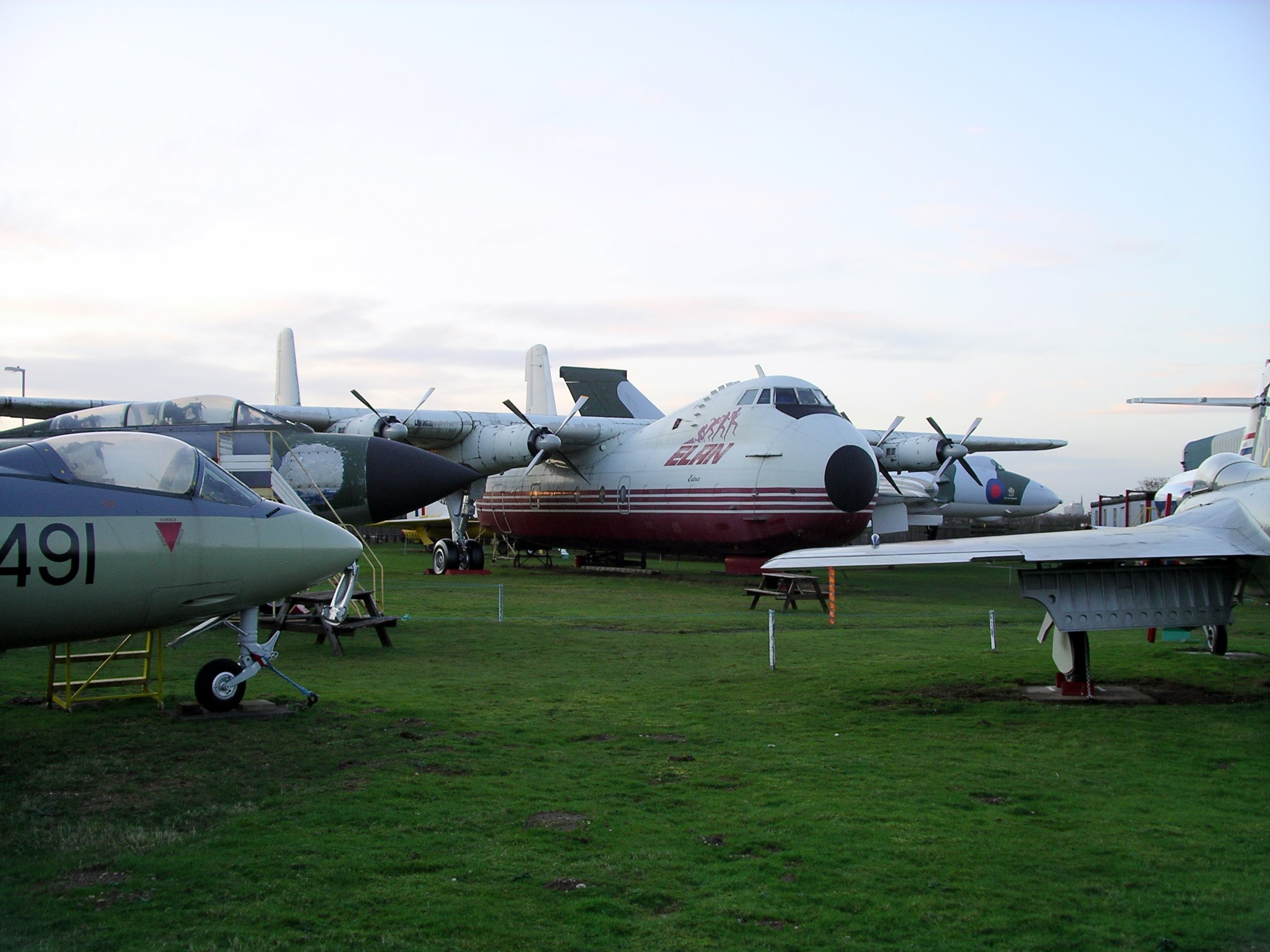
Armstrong Whitworth AW650 Argosy (serie 101), en el Midland Air Museum, cerca de Baginton, Inglaterra

### Armstrong Whitworth AW 650 Argosy (1959)
Se construyeron un total de 17 unidades para los operadores civiles Riddle Airlines (Serie 101) y British European Airways (series 102 y 222). 
Se construyeron diez aviones de las series 101 y 102; y otros siete de la Serie 200 (el octavo no se completó). La serie 200 tenía una bodega de carga más grande y puertas delanteras y traseras ampliadas para permitirle transportar palés de carga de tamaño estándar. La serie 200 también tenía un ala rediseñada más ligera, que aumentaba el alcance máximo, y disponía de turbopropulsores Rolls-Royce Dart 532/1. 

### Armstrong Whitworth AW 660 Argosy / Argosy C Mk 1
Diferencias adicionales a las variantes civiles:
- Inodoro y cocina en el área de la puerta delantera eliminada
- Radar meteorológico EKCO en la nariz
- Rover-APU en la cola izquierda
- Hasta 72 asientos de pasajeros, mirando hacia atrás
- Tanques de combustible adicionales en el interior de las alas
- Tren de aterrizaje reforzado

Se produjeron 56 aviones para la RAF bajo la designación Argosy C Mk 1 (C.1), que sirvieron en un total de seis escuadrones: tres con sede en el Reino Unido; y uno en Adén, otro en Chipre y un tercero en el Lejano Oriente. La RAF retiró el Argosy de las misiones de transporte durante 1975 como medida económica. Los aviones no desechados o retenidos fueron vendidos a operadores comerciales. 

### Hawker Siddeley Argosy E Mk 1
Durante 1963, Hawker Siddeley Group eliminó los nombres de sus compañías componentes, cambiando el nombre de sus productos bajo la marca Hawker Siddeley. Para cumplir con un requisito relativo a un avión de inspección de vuelo de la RAF, nueve Argosy C.1 fueron modificados en 1971 como Argosy E.1. Operados por el Escuadrón 115, su presencia era habitual en los aeródromos militares británicos, hasta que fueron reemplazados por el Hawker Siddeley Andover en 1978. 

### Hawker Siddeley Argosy T Mk 2
Después de la retirada del Argosy C.1 de la función de carga/transporte, se decidió modificar 14 aviones como aviones de adiestramiento para el Comando de Entrenamiento de la RAF, que estaban destinados a reemplazar al modelo Vickers Varsity. Un avión XP411 fue rediseñado como Argosy T Mk 1 antes de la entrega de la flotilla de unidades T Mk 2. Solo dos aviones (XP447 y XR136) se modificaron como Argosy T.2, pero no tuvieron éxito, ya que el programa se abandonó como consecuencia de los recortes en los gastos de defensa. 

## Operadores

### Operadores militares
Reino Unido
- Real Fuerza Aérea
  - Escuadrón n.º 70 de la RAF (con sede en Chipre)
  - Escuadrón n.º 105 de la RAF (con sede en Oriente Medio )
  - Escuadrón n.º 114 de la RAF (con sede en Reino Unido)
  - Escuadrón n.º 115 de la RAF (con sede en Reino Unido con el Argosy E.1)
  - Escuadrón n.º 215 de la RAF (basado en Singapur)
  - Escuadrón n.º 267 de la RAF (con sede en Reino Unido)
  - Unidad de Conversión Operacional n.º 242 de la RAF
  - Escuela de Entrenamiento de Vuelo n.º 6 de la RAF
  - Escuela de Pilotos de Prueba Empire
- Fuerza Aérea de Kuwait (antiguo número de serie de la RAF desconocido)

### Operadores civiles
| Australia - Brain and Brown Airfreighters - IPEC Aviation Canadá - Transair-Midwest Estados Unidos - Capitol Air - Duncan Aviation - Riddle Airlines - Universal Airlines - Zantop Air Transport | Filipinas - Aerolíneas Filipinas Gabón - SOACO Irlanda - Aer Turas Luxemburgo - Nittler Air Transport Nueva Zelanda - SAFE Air | Reino Unido - Air Anglia en alquiler de temporada a Air Bridge Carriers - Air Bridge Carriers - British European Airways - Servicio de paquetería Elan - Rolls-Royce - Sagittair Singapur - Kris Air Zaire - Servicio Aéreo Otrag Range |

## Aviones conservados
Nueva Zelanda

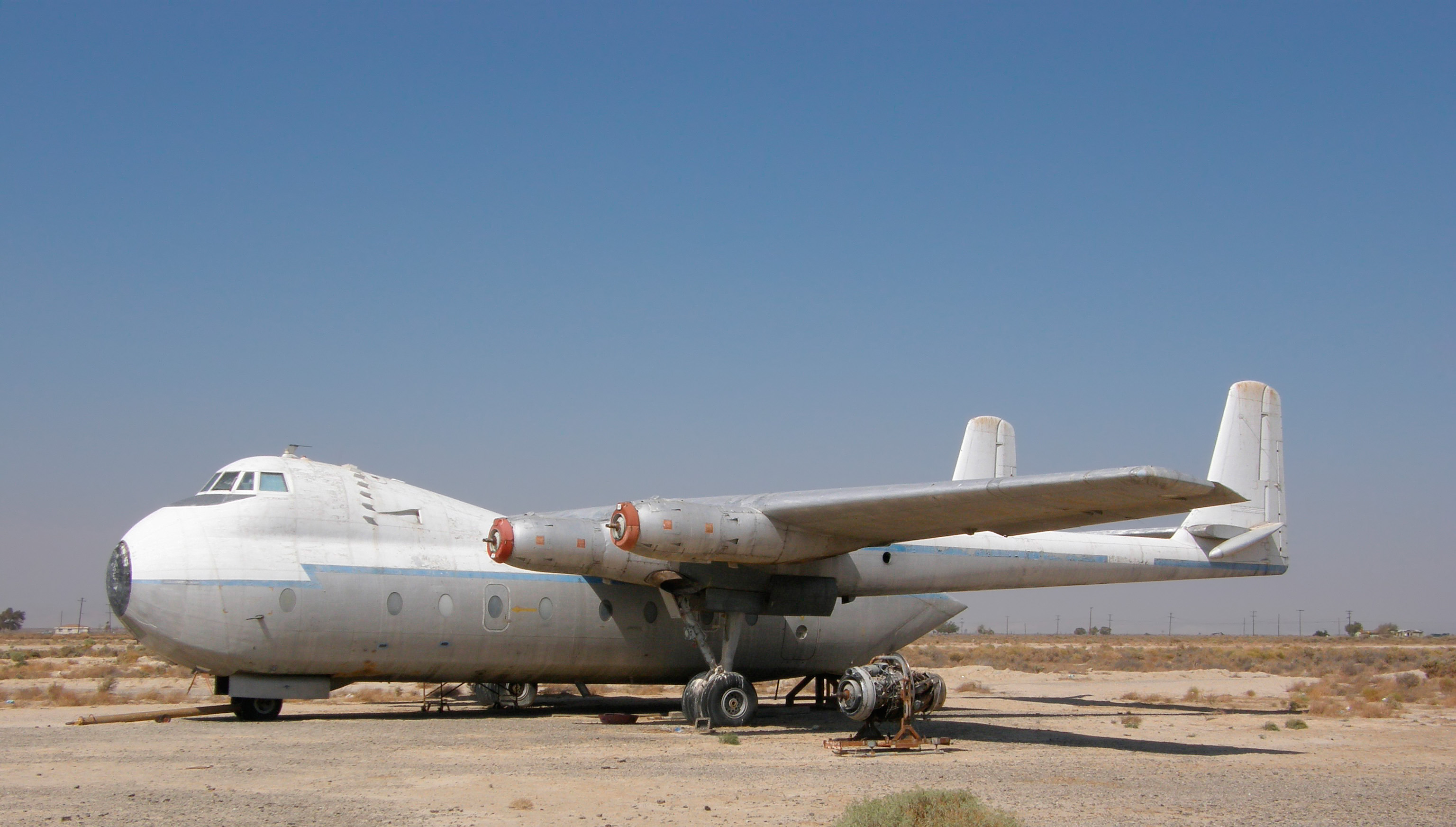
XP447 en Fox Field, Lancaster, California, Estados Unidos

- ZK-SAE Merchant Enterprise - 222 en exhibición estática cerca del aeropuerto de Woodbourne en Blenheim, Marlborough[33][34]

Reino Unido
- G-APRL - 101 en exhibición estática en el Midland Air Museum en Baginton, Warwickshire[35][34]
- G-BEOZ - 101 en exhibición estática en el Aeropark de Castle Donington, Leicestershire[36]
- XN819 - Cabina C.1 en exhibición estática en el Museo del Aire de Newark (Newark, Nottinghamshire)[37]
- XP411 - C.1 en exhibición estática en el Museo de la Real Fuerza Aérea de Cosford en Cosford, Shropshire[38][29]

Estados Unidos
- XP447 - T.2, conservado en el campo de aviación general William J. Fox en Lancaster, California[30]
- XR143 - E.1, exhibido en el Museo de Aviación y Transporte de Mid America en Sioux City, Iowa.[31] Se está restaurando a la apariencia de la RAF.

## Especificaciones (Argosy C Mk 1)

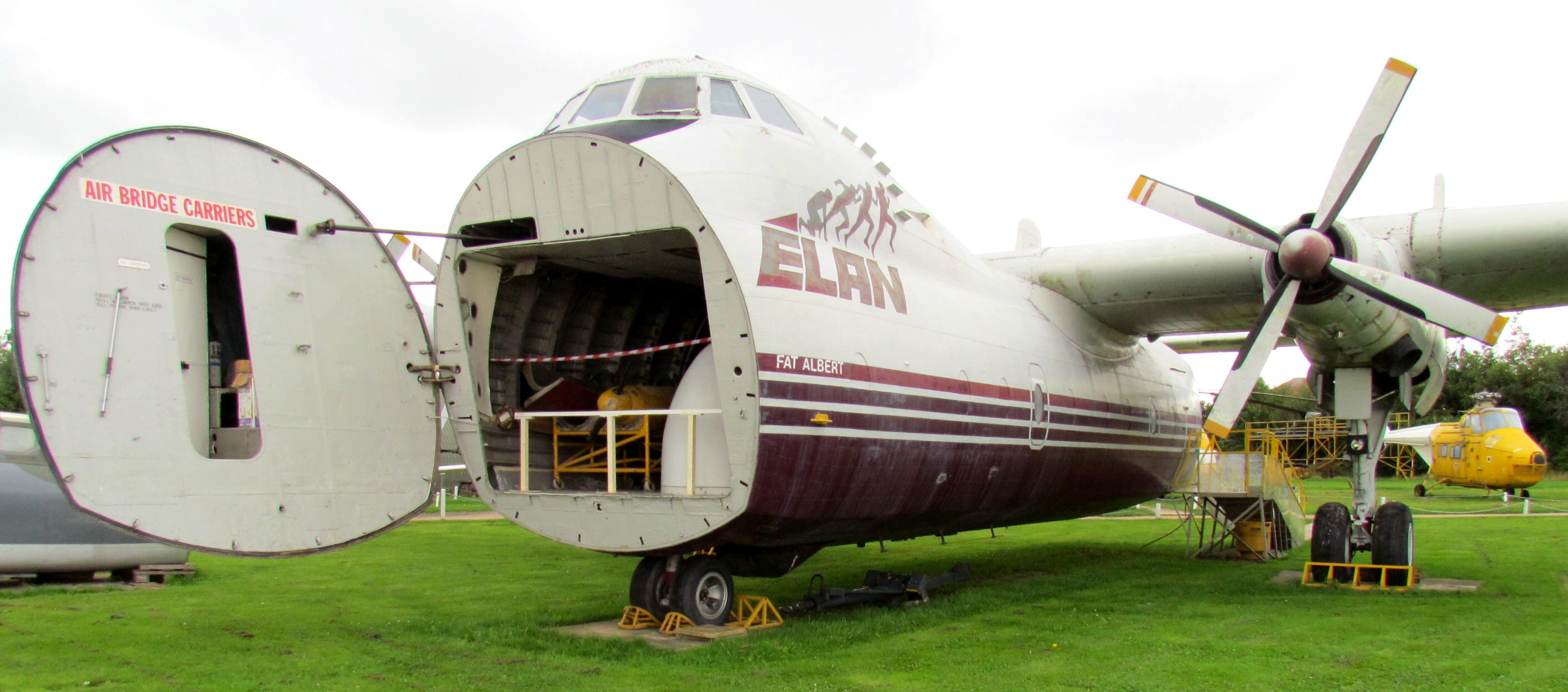
Vista delantera del Argosy. Obsérvese la puerta de carga abierta hacia adelante

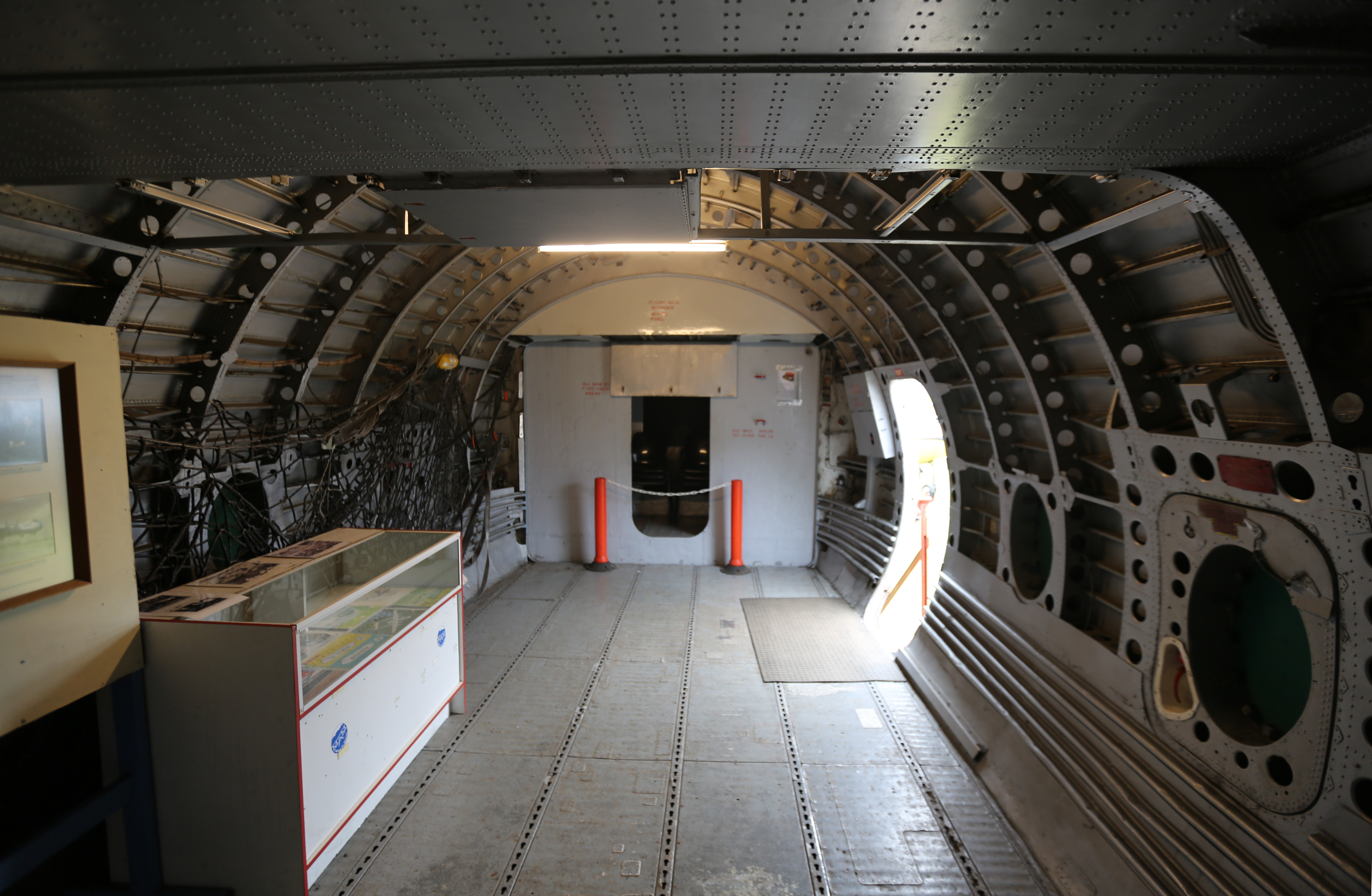
Vista interna de la bahía de carga

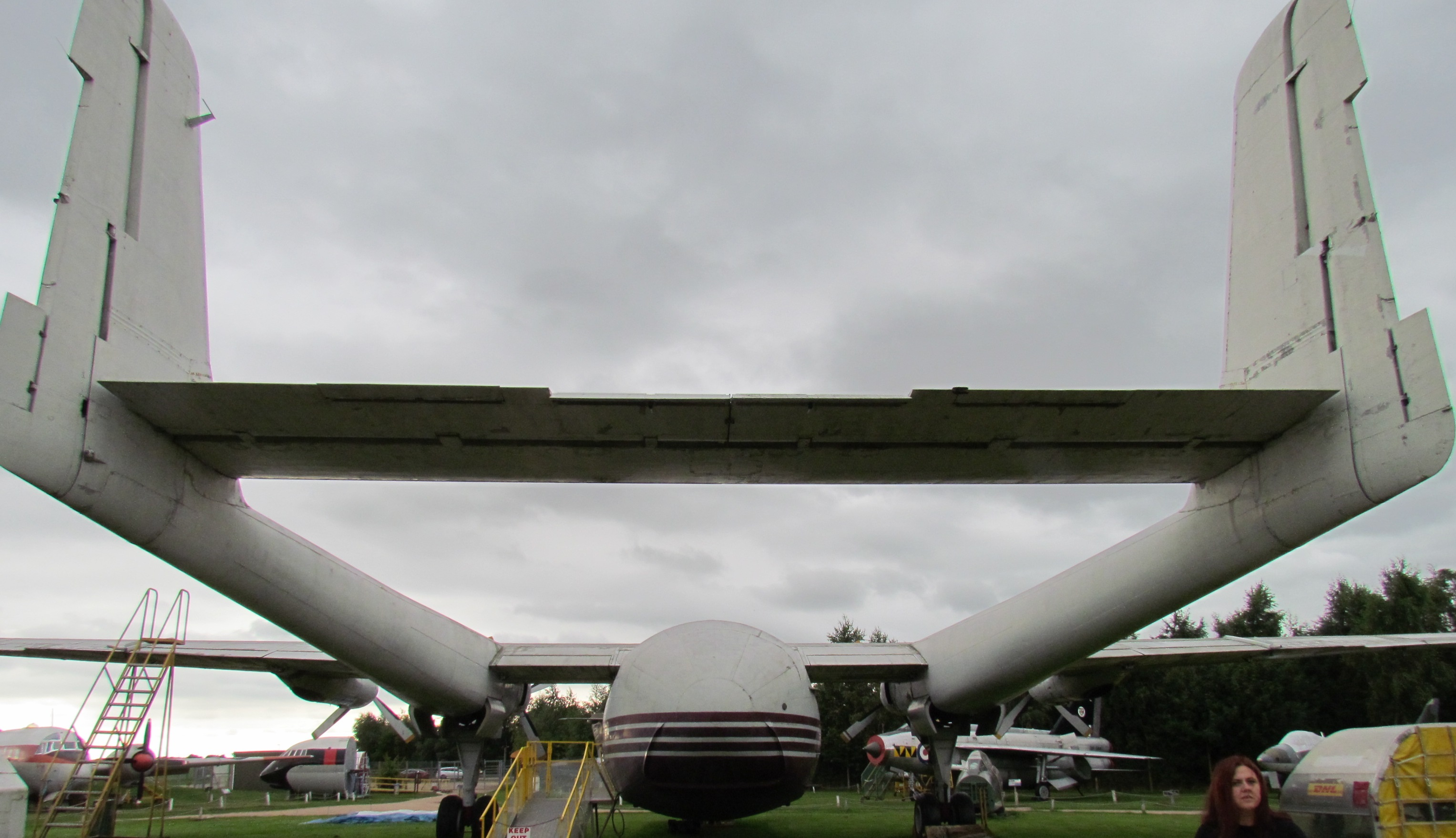
Vista posterior del Argosy, con su configuración de doble cola

Datos de Armstrong Whitworth Aircraft desde 1913
Características generales
- Tripulación: Cuatro[40]
- Capacidad: 69 soldados, o 54 paracaidistas, o 48 camillas[41] o 29.000 lb (13.000 kg) de carga
- Longitud: 86 ft 9 in (26.44 m) (longitud total)
- Longitud del fuselaje: 64 ft 7 in (19.69 m)
- Anchura alar: 115 ft 0 in (35.05 m)
- Altura: 29 ft 3 in (8.92 m)
- Superficie alar: 1,458 sq ft (135.5 m²)
- Peso en vacío: 56.000 lb (25.401 kg)
- Peso bruto: 97.000 lb (43.998 kg)
- Máximo peso en despegue: 105.000 lb (47.627 kg)
- Capacidad de combustible: 4140 imp gal (4970 US gal; 18.800 L)
- Planta motriz: 4 × Turbohélices Rolls-Royce Dart RDa.8 Mk 101; 2470 shp (1840 kW) cada uno
- Hélices: de 4 palas Rotol

Prestaciones
- Velocidad de crucero: 253 mph (407 km/h, 220 nudos)
- Alcance: 3450 millas (5550 km, 3000 millas náuticas)
- Techo de servicio: 23.000 ft (7000 m)

### Citas
1. 1 2 3 4 5  Flight International 28 January 1965, p. 142.
2. ↑  Tapper 1988, p. 309.
3. 1 2 3  Flight International 28 January 1965, p. 141.
4. 1 2 3  "AW.6S0 Argosy." Flight International, 4 September 1959. p. 112.
5. 1 2  Tapper 1988, p. 310.
6. 1 2  Tapper 1988, p. 316.
7. 1 2  Taylor 1965, p. 151.
8. ↑  Tapper 1988, p. 337.
9. ↑  Willing Air Enthusiast July/August 2003, p. 57.
10. ↑  Gunston Flight 10 February 1961, p. 181.
11. ↑  Tapper 1988, p. 330.
12. ↑  Taylor 1965, p. 152.
13. ↑  Tapper 1988, p. 322.
14. 1 2  Willing Air Enthusiast May June 2003, pp. 42–43.
15. ↑  Tapper 1988, pp. 322–323.
16. ↑  Flight International 28 January 1965, p. 143.
17. 1 2  Flight International 28 January 1965, p. 144.
18. ↑  Willing Air Enthusiast May June 2003, p. 42.
19. ↑  "Door to Door freighting with the Argosy." Flight International, 23 December 1960.
20. ↑  «Armstrong-Whitworth AW650 Argosy». aviation-history.com. Consultado el 6 de junio de 2019.
21. ↑  Willing Air Enthusiast May/June 2003, pp. 40–41.
22. ↑  "Argosies at Work." Flight International, 19 October 1961. p. 606.
23. ↑  Tapper 1988, pp. 324–325.
24. ↑  Willing Air Enthusiast July/August 2003, p. 61.
25. ↑  "Argosies Enter RAF Service." Flight International, 22 March 1962. p. 452.
26. ↑  Jefford 2001, p. 49.
27. ↑  Jefford 2001, p. 60.
28. ↑  Air-Britain Aeromilitaria, December 2016, p. 187–188.
29. 1 2 3  Simpson, 2014.
30. 1 2  Hunnisett, Phil. «RAF Aircraft - 2nd 20». AWA ARGOSY. Archivado desde el original el 30 de julio de 2018. Consultado el 4 de noviembre de 2019.
31. 1 2  Hunnisett, Phil. «RAF Aircraft - Last 16». Argosy Air. Archivado desde el original el 20 de marzo de 2015. Consultado el 8 de agosto de 2018.
32. ↑  Flight International Military Aircraft Directory 1972
33. ↑  «The Chatham Island Story». The Argosy Marlborough. The Argosy Trust. Consultado el 29 de julio de 2018.
34. 1 2  Hunnisett, Phil. «Civil Aircraft». Argosy Air. Archivado desde el original el 30 de octubre de 2018. Consultado el 30 de julio de 2018.
35. ↑  «Our Aircraft - Full Listing». Midland Air Museum. Archivado desde el original el 18 de junio de 2007. Consultado el 29 de julio de 2018.
36. ↑  «Aeropark Exhibits». East Midlands Aeropark. Aeropark Heritage Aircraft Collection. Archivado desde el original el 12 de mayo de 2017. Consultado el 29 de julio de 2018.
37. ↑  «Aircraft List». Newark Air Museum. Consultado el 29 de julio de 2018.
38. ↑  «Armstrong Whitworth Argosy C1». Royal Air Force Museum. Trustees of the Royal Air Force Museum. Consultado el 29 de julio de 2018.
39. ↑  Tapper 1988, p. 336.
40. ↑  Taylor 1965, p. 152. "The civilian Argosy could be operated by two pilots"
41. ↑  Tapper 1988, pp. 329–330.